# 第89回全国高等学校ラグビーフットボール大会
第89回全国高等学校ラグビーフットボール大会は、2009年（平成21年）12月27日から2010年（平成22年）1月7日まで近鉄花園ラグビー場にて行われた全国高校ラグビー大会である。平成21年度全国高等学校総合体育大会として開催される。優勝は福岡県の東福岡高校（2回目）。

## 概要
今大会では、大会キャラクターとして小林さり（ミスマガ2009 グランプリ）が起用された。開会式での選手宣誓は萩商工主将矢次啓佑が務めた。

### 日程
- 11月24日、関西ラグビーフットボール協会によってシード校が発表[2]
- 12月5日、組み合わせ抽選会[2]
- 12月27日、開会式（第1グラウンド）、1回戦8試合（第1～第3）
- 12月28日、1回戦11試合（第1～第3）
- 12月30日、2回戦16試合（第1～第3）
- 1月1日、3回戦8試合（第1、第3）、準々決勝・組み合わせ抽選会（第1グラウンド）
- 1月3日、準々決勝4試合、準決勝・組み合わせ抽選会
- 1月5日、準決勝2試合
- 1月7日、決勝・閉会式

※準々決勝組み合わせ抽選会以降は第1グラウンド（所謂、花園ラグビー場）で行われる

## 出場校
北海道
- 北北海道代表 - 北見北斗（3年連続37回目）
- 南北海道代表 - 札幌山の手（10年連続10回目）

東北
- 青森県代表 - 青森北（5年連続12回目）
- 岩手県代表 - 黒沢尻工（16年ぶり24回目）
- 宮城県代表 - 仙台育英（14年連続16回目）
- 秋田県代表 - 秋田工（4年ぶり62回目）
- 山形県代表 - 山形中央（12年連続18回目）
- 福島県代表 - 磐城（10年ぶり15回目）

関東
- 茨城県代表 - 茗溪学園（6年連続17回目）
- 栃木県代表 - 國學院栃木（10年連続15回目）
- 群馬県代表 - 明和県央（初出場）
- 埼玉県代表 - 深谷（2年連続3回目）
- 千葉県代表 - 流通経大柏（15年連続17回目）
- 東京都第一代表 - 國學院久我山（19年連続35回目）
- 東京都第二代表 - 東京（2年連続7回目）
- 神奈川県代表 - 桐蔭学園（5年連続9回目）
- 山梨県代表 - 日川（4年連続39回目）

北信越
- 新潟県代表 - 新潟工（6年連続34回目）
- 長野県代表 - 飯田（2年連続6回目）
- 富山県代表 - 富山第一（10年ぶり5回目）
- 石川県代表 - 日本航空石川（5年連続5回目）
- 福井県代表 - 若狭東（2年連続24回目）

東海
- 静岡県代表 - 静岡聖光学院（初出場）
- 愛知県代表 - 西陵（4年連続38回目）
- 岐阜県代表 - 岐阜工（4年ぶり16回目）
- 三重県代表 - 朝明（4年ぶり2回目）

近畿
- 滋賀県代表 - 光泉（2年連続2回目）
- 京都府代表 - 京都成章（2年連続5回目）
- 大阪府第一代表 - 常翔学園（2年ぶり31回目）
- 大阪府第二代表 - 東海大仰星（5年連続11回目）
- 大阪府第三代表 - 大阪朝鮮（2年ぶり4回目）
- 兵庫県代表 - 報徳学園（2年連続38回目）
- 奈良県代表 - 御所実（2年連続5回目）
- 和歌山県代表 - 和歌山工（2年ぶり17回目）

中国
- 鳥取県代表 - 倉吉総合産（初出場）[3]
- 島根県代表 - 石見智翠館（19年連続19回目）
- 岡山県代表 - 津山工（6年ぶり22回目）
- 広島県代表 - 尾道（3年連続4回目）
- 山口県代表 - 萩商工（8年連続16回目）

四国
- 徳島県代表 - 貞光工（2年連続20回目）
- 香川県代表 - 坂出工（3年ぶり18回目）
- 愛媛県代表 - 三島（3年ぶり2回目）
- 高知県代表 - 高知中央（2年連続2回目）

九州・沖縄
- 福岡県代表 - 東福岡（10年連続20回目）
- 佐賀県代表 - 佐賀工（28年連続38回目）
- 長崎県代表 - 長崎南山（10年ぶり2回目）
- 熊本県代表 - 荒尾（2年ぶり4回目）
- 大分県代表 - 大分舞鶴（24年連続48回目）
- 宮崎県代表 - 高鍋（2年ぶり18回目）
- 鹿児島県代表 - 鹿児島実（2年連続12回目）
- 沖縄県代表 - 名護（10年連続13回目）

### シード校
11月24日、関西ラグビーフットボール協会によってシード校が以下のとおり発表された。
|         | 西         | 東           |
| ------- | ---------- | ------------ |
| Aシード | 東福岡     | 桐蔭学園     |
| Aシード | 常翔学園   | ‐            |
| Bシード | 東海大仰星 | 仙台育英     |
| Bシード | 大阪朝鮮   | 茗溪学園     |
| Bシード | 御所実     | 流通経大柏   |
| Bシード | 長崎南山   | 國學院久我山 |
| Bシード | 大分舞鶴   | 東京         |

## 試合結果
- 時刻はすべて日本標準時 (UTC+9)
- 括弧内は前半終了時のスコアを示す。
- 太字は勝利校を示す。

### 1回戦
| 2009年12月27日 12:00 | 尾道       | 51-5  | (27−5)  | 飯田         | 第1グラウンド |
| 2009年12月27日 13:15 | 高鍋       | 36-19 | (22−12) | 岐阜工       | 第1グラウンド |
| 2009年12月27日 12:00 | 貞光工     | 21-21 | (14−14) | 青森北       | 第2グラウンド |
| 2009年12月27日 13:15 | 倉吉総合産 | 0-86  | (0−38)  | 新潟工       | 第2グラウンド |
| 2009年12月27日 14:30 | 坂出工     | 5-104 | (0−69)  | 西陵         | 第2グラウンド |
| 2009年12月27日 12:00 | 荒尾       | 5-15  | (5−10)  | 日川         | 第3グラウンド |
| 2009年12月27日 13:15 | 京都成章   | 19-7  | (7−7)   | 朝明         | 第3グラウンド |
| 2009年12月27日 14:30 | 名護       | 19-17 | (12−5)  | 山形中央     | 第3グラウンド |
| 2009年12月28日 11:15 | 佐賀工     | 34-5  | (12−0)  | 磐城         | 第1グラウンド |
| 2009年12月28日 13:45 | 光泉       | 22-14 | (12−7)  | 静岡聖光学院 | 第1グラウンド |
| 2009年12月28日 12:30 | 鹿児島実   | 14-16 | (5−10)  | 國學院栃木   | 第1グラウンド |
| 2009年12月28日 10:00 | 報徳学園   | 44-14 | (20−7)  | 秋田工       | 第2グラウンド |
| 2009年12月28日 11:15 | 若狭東     | 28-26 | (14−7)  | 富山第一     | 第2グラウンド |
| 2009年12月28日 12:30 | 萩商工     | 19-21 | (12−7)  | 札幌山の手   | 第2グラウンド |
| 2009年12月28日 13:45 | 高知中央   | 7-62  | (7−26)  | 明和県央     | 第2グラウンド |
| 2009年12月28日 10:00 | 津山工     | 0-50  | (0−17)  | 日本航空石川 | 第3グラウンド |
| 2009年12月28日 11:15 | 和歌山工   | 7-45  | (0−31)  | 黒沢尻工     | 第3グラウンド |
| 2009年12月28日 12:30 | 三島       | 17-26 | (17−0)  | 北見北斗     | 第3グラウンド |
| 2009年12月28日 13:45 | 石見智翠館 | 12-19 | (7−14)  | 深谷         | 第3グラウンド |

### 2回戦
| 2009年12月30日 15:15      | 常翔学園     | 12-5   | (12−0) | 尾道         | 第3グラウンド |
| 2009年12月30日 14:00      | 高鍋         | 43-12  | (31−7) | 貞光工       | 第3グラウンド |
| 2009年12月30日 12:45      | 大阪朝鮮     | 50-0   | (38−0) | 新潟工       | 第3グラウンド |
| 2009年12月30日 11:00      | 西陵         | 7-10   | (0−10) | 國學院久我山 | 第3グラウンド |
| 2009年12月30日 14:30      | 大分舞鶴     | 12-10  | (5−5)  | 日川         | 第2グラウンド |
| 2009年12月30日 13:15      | 京都成章     | 20-12  | (17−0) | 仙台育英     | 第2グラウンド |
| 2009年12月30日 14:30      | 御所実       | 17-5   | (7−5)  | 名護         | 第1グラウンド |
| 2009年12月30日 10:15      | 佐賀工       | 8-5    | (0−5)  | 茗溪学園     | 第3グラウンド |
| 2009年12月30日 9:00(予定) | 桐蔭学園     | 不戦勝 | −      | 光泉         | 第3グラウンド |
| 2009年12月30日 12:00      | 國學院栃木   | 3-22   | (3−0)  | 報徳学園     | 第3グラウンド |
| 2009年12月30日 13:15      | 長崎南山     | 64-6   | (26−6) | 若狭東       | 第1グラウンド |
| 2009年12月30日 12:00      | 札幌山の手   | 0-41   | (0−14) | 流通経大柏   | 第1グラウンド |
| 2009年12月30日 10:45      | 東海大仰星   | 52-5   | (26−0) | 明和県央     | 第1グラウンド |
| 2009年12月30日 12:00      | 日本航空石川 | 8-20   | (3−15) | 東京         | 第2グラウンド |
| 2009年12月30日 9:30       | 黒沢尻工     | 33-0   | (14−0) | 北見北斗     | 第2グラウンド |
| 2009年12月30日 12:00      | 深谷         | 0-61   | (0−24) | 東福岡       | 第1グラウンド |

### 3回戦
| 2010年1月1日 10:30 | 常翔学園   | 41-14 | (10−14) | 高鍋         | 第1グラウンド |
| 2010年1月1日 11:45 | 大阪朝鮮   | 15-7  | (12−7)  | 國學院久我山 | 第1グラウンド |
| 2010年1月1日 13:00 | 大分舞鶴   | 5-17  | (0−10)  | 京都成章     | 第1グラウンド |
| 2010年1月1日 10:30 | 御所実     | 17-0  | (7−0)   | 佐賀工       | 第3グラウンド |
| 2010年1月1日 14:15 | 桐蔭学園   | 15-14 | (8−14)  | 報徳学園     | 第1グラウンド |
| 2010年1月1日 11:45 | 長崎南山   | 12-17 | (12−12) | 流通経大柏   | 第3グラウンド |
| 2010年1月1日 13:00 | 東海大仰星 | 26-10 | (7−10)  | 東京         | 第3グラウンド |
| 2010年1月1日 14:15 | 黒沢尻工   | 0-92  | (0−45)  | 東福岡       | 第3グラウンド |

### 準々決勝
| 2010年1月3日 10:30 | 流通経大柏 | 5-12  | (5−7)  | 大阪朝鮮 | 第1グラウンド |
| 2010年1月3日 11:50 | 東海大仰星 | 7-23  | (0−13) | 東福岡   | 第1グラウンド |
| 2010年1月3日 13:10 | 常翔学園   | 10-31 | (5−14) | 桐蔭学園 | 第1グラウンド |
| 2010年1月3日 14:30 | 御所実     | 5-17  | (0−12) | 京都成章 | 第1グラウンド |

### 準決勝
| 2010年1月5日 13:00 | 東福岡   | 67-12 | (36−5) | 京都成章 | 第1グラウンド |
| 2010年1月5日 12:00 | 大阪朝鮮 | 7-33  | (7−18) | 桐蔭学園 | 第1グラウンド |

### 決勝
| 2010年01月07日 14:00 | 東福岡                                    | 31-5 (17-5)                                    | 桐蔭学園                                  | 第1グラウンド 観客数: 5,000人 レフリー: 大槻卓 |
| 2010年01月07日 14:00 | トライ: 5 コンバート: 3 PK: 0 ドロップ: 0 | 詳細 日本ラグビーフットボール協会 2010年1月7日 | トライ: 1 コンバート: 0 PK: 0 ドロップ: 0 | 第1グラウンド 観客数: 5,000人 レフリー: 大槻卓 |

| 桐蔭学園  |    |            |          |         |
| FW        | 01 | 越川大貴   |          |         |
| FW        | 02 | 神谷哲平   |          |         |
| FW        | 03 | 宮田樹     | 後半22分 |         |
| FW        | 04 | 谷嶋悠大   |          |         |
| FW        | 05 | 白石勘太郎 |          |         |
| FW        | 06 | 諫山鉄生   |          |         |
| FW        | 07 | 濱田大輝   |          |         |
| FW        | 08 | 塩崎太郎   | 前半28分 |         |
| HB        | 09 | 辰野新之介 | 後半10分 |         |
| HB        | 10 | 小倉順平   |          |         |
| TB        | 11 | 金子翔真   | 後半11分 | 前半15' |
| TB        | 12 | 藤近絋二郎 |          |         |
| TB        | 13 | 森村健斗   |          |         |
| TB        | 14 | 竹中祥     |          |         |
| FB        | 15 | 松島幸太朗 |          |         |
| リザーブ: |    |            |          |         |
|           | 16 | 井田悠太   |          |         |
|           | 17 | 大城圭右   | 後半22分 |         |
|           | 18 | 増田潤     |          |         |
|           | 19 | 平井伸幸   |          |         |
|           | 20 | 羽柴啓太   | 前半28分 |         |
|           | 21 | 内田浩貴   | 後半10分 |         |
|           | 22 | 西橋誠人   |          |         |
|           | 23 | 三村将広   |          |         |
|           | 24 | 眞柄厚希   | 後半11分 |         |
|           | 25 | 高橋裕人   |          |         |
|           |    |            |          |         |
| 監督      |    |            |          |         |
| 藤原秀之  |    |            |          |         |

※赤字は、優勝校もしくは得点が高いことを示す。また、脚注の( )内の分数はキックの成功率、[ ]内の自然数は当該選手の背番号を示す。
| 全国高等学校ラグビーフットボール大会 第89回大会 優勝 |
| ---------------------------------------------------- |
| 東福岡 2年ぶり2回目                                  |